# کبودبال کرتی سفیدنواری
کبودبال کرتی سفیدنواری (نام علمی: Azanus isis) نام یک گونه از سرده کبودبال‌های کرتی است.